# Чутешти (Валча)
Чутешти (рум. Ciutești) насеље је у Румунији у округу Валча у општини Милкоју. Oпштина се налази на надморској висини од 424 m.

## Становништво
Према подацима из 2002. године у насељу је живело 293 становника, од којих су сви румунске националности.